# Communauté de communes Le Grésivaudan
Die Communauté de communes Le Grésivaudan ist ein französischer Gemeindeverband mit Rechtsform einer Communauté de communes im Département Isère in der Region Rhône-Alpes. Er ist nach dem Grésivaudan benannt und erstreckt sich nordöstlich der Großstadt Grenoble entlang des Flusses Isère.
Der Gemeindeverband besteht aus 43 Gemeinden und zählt 103.196 Einwohner (Stand 2022) auf einer Fläche von 676,73 km2. Sein Verwaltungssitz befindet sich in dem Ort Crolles. Präsident des Gemeindeverbandes ist Francis Gimbert.

## Aufgaben
Zu den vorgeschriebenen Kompetenzen gehören die Entwicklung und Förderung wirtschaftlicher Aktivitäten und die Raumplanung auf Basis eines Schéma de Cohérence Territoriale. Der Gemeindeverband betreibt die Straßenmeisterei und die Müllabfuhr und -entsorgung. Zusätzlich baut und unterhält der Verband Kultur- und Sporteinrichtungen und fördert Veranstaltungen in diesen Bereichen. Er bestimmt die Wohnungsbaupolitik und ist zuständig für den gemeindeübergreifenden öffentlichen Nahverkehr, die Schulbusverbindungen und das Fahrradwegenetz.

## Historische Entwicklung
Die Communauté de communes du Pays du Grésivaudan entstand am 1. Januar 2009 aus den fünf aufgelösten Communautés de communes Balcon de Belledonne, Grésivaudan et son environnement, Haut Grésivaudan, Moyen Grésivaudan und Plateau des Petites Roches. Am 1. Januar 2010 verließen die Gemeinden Venon und Vaulnaveys-le-Haut den Gemeindeverband, um der Communauté d’agglomération Grenoble Alpes Métropole bzw. der Communauté de communes du Sud Grenoblois beizutreten.
Mit Wirkung vom 1. Januar 2017 wurde der Gemeindeverband auf die neue Bezeichnung Communauté de communes Le Grésivaudan umbenannt.
Mit Wirkung vom 1. Januar 2019 gingen die ehemaligen Gemeinden La Ferrière und Pinsot in die Commune nouvelle Le Haut-Bréda auf. Ebenso gingen die ehemaligen Gemeinden Saint-Hilaire, Saint-Bernard und Saint-Pancrasse in die Commune nouvelle Plateau-des-Petites-Roches auf. Dadurch verringerte sich die Anzahl der Mitgliedsgemeinden auf 43.

## Mitgliedsgemeinden
Folgende 43 Gemeinden gehören der Communauté de communes Le Grésivaudan an:
| Gemeinde                              | Einwohner 1. Januar 2022 | Fläche km² | Dichte Einw./km² | Code INSEE | Postleitzahl |
| ------------------------------------- | ------------------------ | ---------- | ---------------- | ---------- | ------------ |
| Allevard                              | 3.962                    | 25,63      | 155              | 38006      | 38580        |
| Barraux                               | 2.002                    | 11,13      | 180              | 38027      | 38530        |
| Bernin                                | 3.230                    | 7,67       | 421              | 38039      | 38190        |
| Biviers                               | 2.327                    | 6,17       | 377              | 38045      | 38330        |
| Chamrousse                            | 438                      | 13,29      | 33               | 38567      | 38410        |
| Chapareillan                          | 3.049                    | 30,28      | 101              | 38075      | 38530        |
| Crêts en Belledonne                   | 3.430                    | 33,80      | 101              | 38439      | 38570        |
| Crolles                               | 8.463                    | 14,21      | 596              | 38140      | 38920        |
| Froges                                | 3.334                    | 6,43       | 519              | 38175      | 38190        |
| Goncelin                              | 2.452                    | 14,36      | 171              | 38181      | 38570        |
| Hurtières                             | 220                      | 3,35       | 66               | 38192      | 38570        |
| La Buissière                          | 791                      | 7,71       | 103              | 38062      | 38530        |
| La Chapelle-du-Bard                   | 536                      | 27,71      | 19               | 38078      | 38580        |
| La Combe-de-Lancey                    | 730                      | 18,55      | 39               | 38120      | 38190        |
| La Flachère                           | 456                      | 2,85       | 160              | 38166      | 38530        |
| La Pierre                             | 648                      | 3,31       | 196              | 38303      | 38570        |
| La Terrasse                           | 2.463                    | 9,47       | 260              | 38503      | 38660        |
| Laval-en-Belledonne                   | 1.009                    | 25,33      | 40               | 38206      | 38190        |
| Le Champ-près-Froges                  | 1.317                    | 4,83       | 273              | 38070      | 38190        |
| Le Cheylas                            | 2.372                    | 8,44       | 281              | 38100      | 38570        |
| Le Haut-Bréda                         | 459                      | 78,60      | 6                | 38163      | 38580        |
| Le Moutaret                           | 254                      | 5,29       | 48               | 38268      | 38580        |
| Le Touvet                             | 3.115                    | 11,56      | 269              | 38511      | 38660        |
| Le Versoud                            | 4.940                    | 6,35       | 778              | 38538      | 38420        |
| Les Adrets                            | 1.072                    | 16,15      | 66               | 38002      | 38190        |
| Lumbin                                | 2.157                    | 6,77       | 319              | 38214      | 38660        |
| Montbonnot-Saint-Martin               | 5.554                    | 6,38       | 871              | 38249      | 38330        |
| Plateau-des-Petites-Roches            | 2.432                    | 36,91      | 66               | 38395      | 38660        |
| Pontcharra                            | 7.373                    | 15,58      | 473              | 38314      | 38530        |
| Revel                                 | 1.323                    | 29,55      | 45               | 38334      | 38420        |
| Saint-Ismier                          | 7.087                    | 14,90      | 476              | 38397      | 38330        |
| Saint-Jean-le-Vieux                   | 276                      | 4,59       | 60               | 38404      | 38420        |
| Saint-Martin-d’Uriage                 | 5.512                    | 29,69      | 186              | 38422      | 38410        |
| Saint-Maximin                         | 672                      | 10,35      | 65               | 38426      | 38530        |
| Saint-Mury-Monteymond                 | 335                      | 11,09      | 30               | 38430      | 38190        |
| Saint-Nazaire-les-Eymes               | 3.013                    | 8,49       | 355              | 38431      | 38330        |
| Saint-Vincent-de-Mercuze              | 1.520                    | 7,85       | 194              | 38466      | 38660        |
| Sainte-Agnès                          | 565                      | 26,85      | 21               | 38350      | 38190        |
| Sainte-Marie-d’Alloix                 | 484                      | 3,04       | 159              | 38417      | 38660        |
| Sainte-Marie-du-Mont                  | 233                      | 23,87      | 10               | 38418      | 38660        |
| Tencin                                | 2.132                    | 6,75       | 316              | 38501      | 38570        |
| Theys                                 | 2.014                    | 35,77      | 56               | 38504      | 38570        |
| Villard-Bonnot                        | 7.445                    | 5,84       | 1.275            | 38547      | 38190        |
| Communauté de communes Le Grésivaudan | 103.196                  | 676,74     | 152              | –          | –            |